# 局部性质
在数学中，一个现象如果是局部的，它在足够小的或者任意小的点的邻域内显现。

## 单独一个空间的性质
一个拓扑空间被叫做展现局部性质，如果这个性质展现在“临近”的每一点对于下面不同的情况:
1. 每一点有一个邻域展现出这个性质；
2. 每个点有一组邻域基的集合显现这个性质。

第二种情况一般强于第一种情况，并且一定要小心区分这两种情况的区别。举个例子，一些变量在定义在局部紧性而引发出的不同情况对于局部的理解。
给一些等价概念(比如，同胚，等距变换)在拓扑空间之间，两个空间是局部等价的，如果第一个空间的每一点有一个邻域，这个邻域等价于第二个空间的一个邻域的话。
举个例子，圆和线是十分不同的对象。一个人不能将圆拉伸使得圆看起来像直线在不造成缺口的情况下，也不能挤压直线成为圆的形状不通过部分重叠的情况下。
但是，一小部分的圆能够拉伸同时压平能够看起来像一小部分的直线。因为这个原因，我们也许会说圆和直线局部等价。
简单的，球面和平面是局部等价的。一个足够小的观察者站在球的表面(比如，一个人站在地球上)将会发现这时不能区别此时在平面上还是球面上。

## 在阶为无限（拥有无限个元素）的群
读一个无限群，“邻域”理解成一个有限生成子群。一个无限群被叫做拥有局部性质P，如果每一个有限生成子群拥有性质P。举个例子，一个群是局部有限的，如果每一个有限生成子群是有限的。一个群是局部可解的如果每一个有限生成子群是可解群。

## 有限群中的性质
对于有限群，一个“小邻域”被理解为一个素阶子群，一般叫做局部子群，一个不平凡的正规P阶子群。一个性质被叫做是局部的如果它能够被检视在局部子群上。

## 交换环上的性质
对于交换环，代数几何上的观念使得它自然的拥有“小邻域”在环被看做是素理想。一个性质被叫做是局部的如果他能够在局部的环上被检视到。举个例子，平坦模是交换环上的局部性质，但是自由模则不是。参见模的局部化